# John Daley
John Daley est un boxeur américain né le 16 août 1909 à Newton, Massachusetts, et mort le 7 février 1963 à El Paso, Texas.

## Carrière
Champion des États-Unis de boxe amateur en 1928 dans la catégorie poids coqs, il remporte la même année la médaille d'argent aux Jeux d'Amsterdam toujours en poids coqs. Après avoir battu Ingvald Bjerke, Osvaldo Sánchez et Harry Isaacs, Daley s'incline en finale contre l'italien Vittorio Tamagnini.

## Palmarès

### Jeux olympiques
- Jeux olympiques de 1928 à Amsterdam[1] (poids coqs)

## Référence
1. ↑  (en) Résultats des Jeux olympiques 1928 (amateur-boxing.strefa.pl)